# All I Want Is Everything (Def Leppard)
All I Want Is Everything è un singolo del gruppo musicale britannico Def Leppard dal loro album Slang del 1996. Raggiunse la posizione numero 38 della Official Singles Chart nel Regno Unito.
La canzone ha come protagonista un uomo affetto da AIDS/HIV.

## Video musicale
Il videoclip di All I Want Is Everything è stato diretto da Matt Mahurin e girato presso gli Studios & Location, Stati Uniti, nell'agosto del 1996. Il video è stato pubblicato nel settembre dello stesso anno.

## Tracce

### CD: Bludgeon Riffola - Mercury / LepDD17(UK) / 578 539-2
1. All I Want is Everything
2. Cause We Ended as Lovers
3. Led Boots
4. All I Want is Everything (Editata)

### CD: Bludgeon Riffola - Mercury / 314 578 548-2 / USA
1. All I Want is Everything
2. Move With Me Slowly

### CD: Bludgeon Riffola - Mercury / LEPCD 17 / 578 537-2
1. All I Want is Everything
2. When Saturday Comes
3. Jimmy's Theme
4. All I Want is Everything (Editata)